# Harmonia evangélica

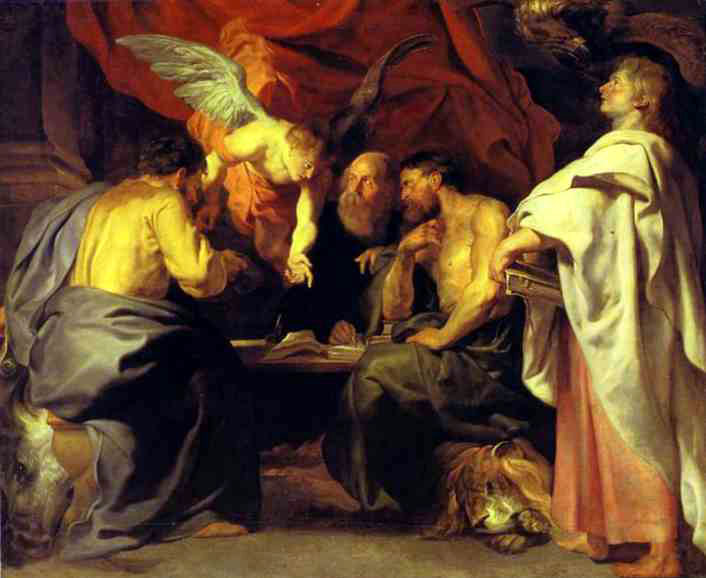
Os quatro evangelistas.
Por Rubens, na Bildergalerie Sanssouci, em Potsdam.

Uma harmonia evangélica é uma tentativa de mesclar ou harmonizar os evangelhos canônicos dos quatro evangelistas numa única narrativa. O mais antigo exemplo é o Diatessarão de Tatiano, do século II d.C. Uma harmonia evangélica pode também ajudar a estabelecer uma cronologia de eventos da vida de Jesus como apresentada nos quatro evangelhos canônicos e como eles se relacionam entre si. O processo é complicado pelas diversas discrepâncias no relato dos quatro evangelistas.
As particularidades de cada evangelho complicam a criação de uma cronologia única e harmonizada. Porém, alguns consideram que estas particularidades são cruciais para podermos chegar numa ordem cronológica viável. Alguns estudiosos também questionam a confiabilidade histórica dos Evangelhos.

## Tentativas de harmonização

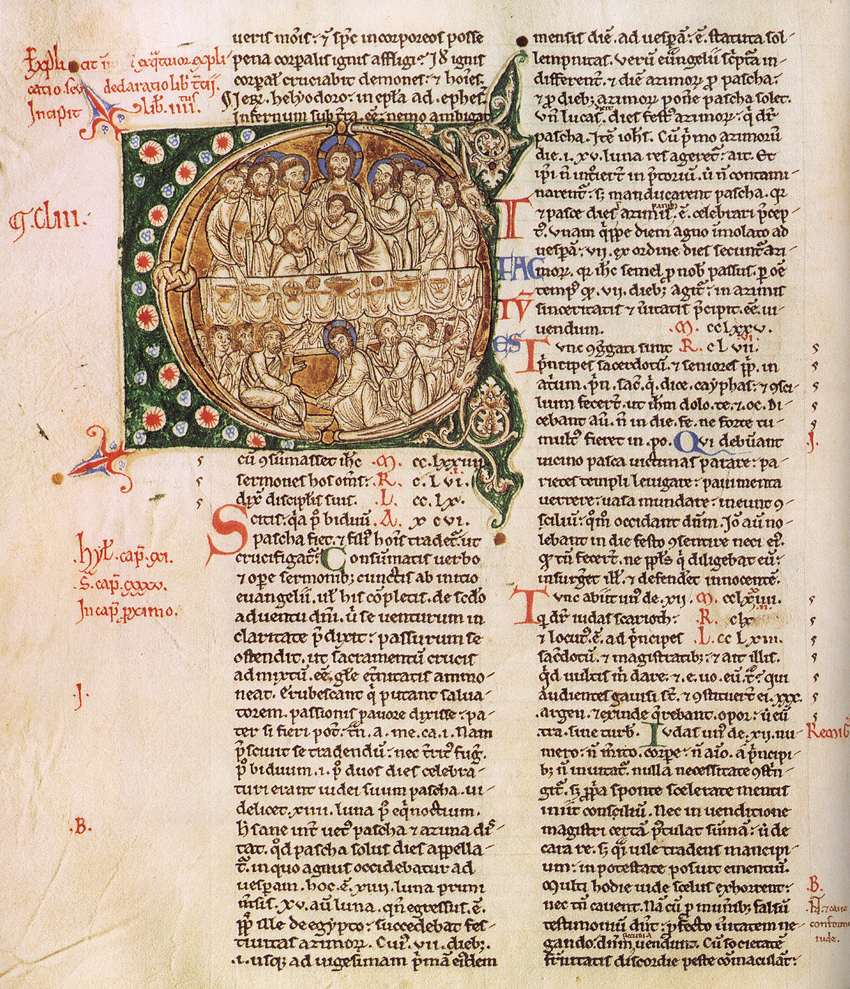
Iluminura intitulada "Harmonia Evangélica"
Pergaminho do século XII em coleção particular.

Os termos "harmonia" e "sinopse" tem sido utilizados para se referir às tentativas de se atingir uma harmonia evangélica, embora eles tratem de coisas diferentes. Tecnicamente, uma "harmonia" junta seções dos evangelhos numa única narrativa, mesclando os quatro evangelhos. Há quatro tipos básicos de harmonia: "radical", "sintética", "sequencial" e "paralela". Uma "sinopse", muito similar à harmonia paralela, se foca em eventos chave e junta textos ou relatos parecidos em paralelo, colocando-os lado a lado, usualmente em colunas.
O Diatessarão de Tatiano, que data de circa 160 d.C. é possivelmente a primeira harmonia. No século III, o cristão Amônio de Alexandria desenvolveu o precursor das modernas sinopses, as chamadas "seções amonianas", na qual ele parte do texto de Mateus e vai anotando nele os eventos paralelos nos demais evangelhos. No século V, Santo Agostinho escreveu extensivamente sobre o assunto no seu livro Harmonia dos Evangelhos. Não se conhece nenhuma outra grande harmonia evangélica até pelo menos o século XV.
O século XVI testemunhou um renovado interesse no assunto. Neste período, a "estrutura paralela em colunas" foi introduzida, parcialmente como resposta ao crescimento da disciplina da crítica bíblica e este novo formato foi utilizado para enfatizar a veracidade dos evangelhos. Não está claro quem produziu a primeira harmonia evangélica neste período, mas Charles Dumoulin, em 1565, e Gerhard Mercator, em 1569, se utilizaram de abordagens parecidas. Em termos de conteúdo e qualidade, a sinopse de Johann Jacob Griesbach, de 1776, é um exemplo notável.
No século XIX, outras tentativas do tipo "recorta e cola" foram feitas, que não eram tecnicamente harmonias, como por exemplo a Bíblia de Jefferson, de 1819, que colocava versículos selecionados em ordem cronológica, mas que removeu grandes seções que Thomas Jefferson considerava como "muito sobrenaturais".
O Synopticon de W. G. Rushbrooke, de 1880, é por vezes considerado como sendo um marco na história das sinopses, pois ele se baseia no conceito de "prioridade de Marcos" (ou seja, considerar o Evangelho de Marcos como base). Treze anos depois, John Broadus se utilizou de relatos históricos para dar prioridades em sua harmonia, enquanto que as tentativas anteriores se utilizavam de festas como os principais marcos para identificar as datas que dividem a vida de Cristo como contada nos evangelhos.
Dois livros separados, ambos intitulados "Synopsis of the Four Gospels", um por Kurt Aland e outro por John Bernard Orchard são considerados como os textos-padrão no campo da harmonia evangélica desde o século XX. Em 2006, Gregg Zegarelli publicou uma harmonia com um extenso sistema de numeração para conseguir rastrear todo o processo de harmonização.

## Uma harmonia paralela
Para uma representação visual dos eventos (em inglês), veja: Galeria sobre a harmonização evangélica
A tabela a seguir é um exemplo de uma harmonia paralela. A ordem dos eventos, especialmente durante o período do ministério de Jesus, tem sido alvo de muitos debates e de especulações acadêmicas. Mesmo comparando a obra de diversos estudiosos, outras harmonias podem diferir substancialmente desta na ordem dos eventos. A estrutura episódica é baseada nas obra A Harmony of the Gospels in Greek, de Edward Robinson, e Harmony of the Gospels, de Steven L. Cox e Kendell H Easley. 
| Número | Evento | Tipo                       | Mateus          | Marcos          | Lucas                           | João                          |
| ------ | --- | -------------------------- | --------------- | --------------- | ------------------------------- | ----------------------------- |
| 1      | Preexistência de Cristo | Miscelânea                 |                 |                 |                                 | João 1:1–18                   |
| 2      | Genealogia de Jesus | Natividade                 | Mateus 1:1–17   |                 | Lucas 3:23–38                   |                               |
| 3      | Nascimento de João Batista Benedictus                                                                                             | Natividade                 |                 |                 | Lucas 1:5–25                    |                               |
| 4      | Anunciação Ave Maria | Natividade                 |                 |                 | Lucas 1:26–38                   |                               |
| 5      | Visitação de Maria Magnificat | Natividade                 |                 |                 | Lucas 1:39–56                   |                               |
| 6      | Nascimento de Jesus Sonho de São José                                                                                             | Natividade                 | Mateus 1:18–25  |                 | Lucas 2:1–7                     |                               |
| 7      | Anunciação aos pastores Gloria in Excelsis Deo                                                                                    | Natividade                 |                 |                 | Lucas 2:8–15                    |                               |
| 8      | Adoração dos pastores | Natividade                 |                 |                 | Lucas 2:16–20                   |                               |
| 9      | Circuncisão de Jesus | Natividade                 |                 |                 | Lucas 2:21                      |                               |
| 10     | Apresentação de Jesus no Templo Nunc Dimittis                                                                                     | Natividade                 |                 |                 | Lucas 2:22–38                   |                               |
| 11     | Estrela de Belém | Natividade                 | Mateus 2:1–2    |                 |                                 |                               |
| 12     | Adoração dos Magos | Natividade                 | Mateus 2:3–12   |                 |                                 |                               |
| 13     | Fuga para o Egito Sonho de São José                                                                                               | Natividade                 | Mateus 2:13–15  |                 |                                 |                               |
| 14     | Massacre dos Inocentes | Natividade                 | Mateus 2:16–18  |                 |                                 |                               |
| 15     | Morte de Herodes Sonho de São José                                                                                                | Miscelânea                 | Mateus 2:19–20  |                 |                                 |                               |
| 16     | Retorno do jovem Jesus a Nazaré                                                                                                   | Juventude                  | Mateus 2:21–23  |                 | Lucas 2:39–39                   |                               |
| 17     | Jesus encontrado no Templo | Juventude                  |                 |                 | Lucas 2:41–51                   |                               |
| 18     | João Batista | Miscelânea                 |                 | Marcos 1:1–8    |                                 |                               |
| 19     | Ministério de João Batista | Miscelânea                 | Mateus 3:1–12   |                 |                                 | João 1:19–34                  |
| 20     | Batismo de Jesus | Miscelânea                 | Mateus 3:13–17  | Marcos 1:9–11   | Lucas 3:21–22                   |                               |
| 21     | Tentação de Cristo | Miscelânea                 | Mateus 4:1–11   | Marcos 1:12–13  | Lucas 4:1–13                    |                               |
| 22     | Bodas de Caná | Milagre                    |                 |                 |                                 | João 2:1–11                   |
| 23     | Primeira Limpeza do Templo | Ministério                 |                 |                 |                                 | João 2:13–25                  |
| 24     | Jesus e Nicodemos | Ministério                 |                 |                 |                                 | João 3:1–21                   |
| 25     | Retorno de Jesus à Galileia | Ministério                 | Mateus 4:12–12  | Marcos 1:14–14  |                                 | João 4:1–3                    |
| 26     | Exorcismo na sinagoga de Cafarnaum                                                                                                | Milagre                    |                 | Marcos 1:21–28  | Lucas 4:31–37                   |                               |
| 27     | Parábola da Semente | Parábola                   |                 | Marcos 4:26–29  |                                 |                               |
| 28     | Rejeição de Jesus em sua cidade Médico, cura-te a ti mesmo                                                                        | Ministério                 | Mateus 13:53-58 | Marcos 6:1–6    | Lucas 4:16–30                   |                               |
| 29     | Primeiros discípulos de Jesus | Ministério                 | Mateus 4:18–22  | Marcos 1:16–20  |                                 | João 1:35–51                  |
| 30     | Pesca milagrosa | Milagre                    |                 |                 | Lucas 5:1–11                    |                               |
| 31     | Bem-Aventuranças | Sermão                     | Mateus 5:2–12   |                 | Lucas 6:20–23                   |                               |
| 32     | Jovem de Nain | Milagre                    |                 |                 | Lucas 7:11–17                   |                               |
| 33     | Os Dois Devedores ou Maria aos pés de Jesus                                                                                       | Parábola                   |                 |                 | Lucas 7:41–43                   |                               |
| 34     | A Luz do Mundo | Parábola                   | Mateus 5:14–15  | Marcos 4:21–25  | Lucas 8:16–18                   |                               |
| 35     | Explicando a Lei | Sermão                     | Mateus 5:17–48  |                 | Lucas 6:29–42                   |                               |
| 36     | Setenta Discípulos | Ministério                 |                 |                 | Lucas 10:1–12                   |                               |
| 37     | Discurso sobre a ostentação | Sermão                     | Mateus 6:1–18   |                 |                                 |                               |
| 38     | Parábola do Bom Samaritano | Parábola                   |                 |                 | Lucas 10:30–37                  |                               |
| 39     | Jesus na casa de Marta e Maria | Ministério                 |                 |                 | Lucas 10:38–42                  |                               |
| 40     | Pai Nosso | Ministério                 | Mateus 6:9–13   |                 | Lucas 11:2–4                    |                               |
| 41     | O Amigo Inoportuno | Parábola                   |                 |                 | Lucas 11:5–8                    |                               |
| 42     | O Rico Insensato | Parábola                   |                 |                 | Lucas 12:16–21                  |                               |
| 43     | Samaritana no poço Água da Vida                                                                                                   | Ministério                 |                 |                 |                                 | João 4:4–26                   |
| 44     | Os Lírios do Campo | Ministério                 | Mateus 6:25–34  |                 | Lucas 12:22–34                  |                               |
| 45     | O Cisco e a Trave | Sermão                     | Mateus 7:1–5    |                 | Lucas 6:41–42                   |                               |
| 46     | Discurso sobre a santidade | Sermão                     | Mateus 7:13–27  |                 |                                 |                               |
| 47     | A Árvore e seus Frutos | Sermão                     | Mateus 7:15–20  |                 |                                 |                               |
| 48     | A Casa Edificada na Rocha | Parábola                   | Mateus 7:24–27  |                 | Lucas 6:46–49                   |                               |
| 49     | Curando o leproso | Milagre                    | Mateus 8:1–4    | Marcos 1:40–45  | Lucas 5:12–16                   |                               |
| 50     | Curando o servo do centurião Cura do filho do oficial                                                                             | Milagre                    | Mateus 8:5–13 - |                 | Lucas 7:1–10 -                  | - João 4:46–54                |
| 51     | Curando a sogra de Pedro | Milagre                    | Mateus 8:14–17  | Marcos 1:29–34  | Lucas 4:38–41                   |                               |
| 52     | Exorcismo ao por do sol | Milagre                    | Mateus 8:16–17  | Marcos 1:32–34  | Lucas 4:40–41                   |                               |
| 53     | Acalmando a tempestade | Milagre                    | Mateus 8:23–27  | Marcos 4:35–41  | Lucas 8:22–25                   |                               |
| 54     | Exorcizando os gadarenos | Milagre                    | Mateus 8:28–34  | Marcos 5:1–20   | Lucas 8:26–39                   |                               |
| 55     | Curando o paralítico em Cafarnaum                                                                                                 | Milagre                    | Mateus 9:1–8    | Marcos 2:1–12   | Lucas 5:17–26                   |                               |
| 56     | Chamando Mateus | Ministério                 | Mateus 9:9–9    | Marcos 2:13–14  | Lucas 5:27–28                   |                               |
| 57     | Vinho Novo em Odres Velhos | Parábola                   | Mateus 9:17–17  | Marcos 2:22–22  | Lucas 5:37–39                   |                               |
| 58     | A Filha de Jairo | Milagre                    | Mateus 9:18–26  | Marcos 5:21–43  | Lucas 8:40–56                   |                               |
| 59     | A mulher sangrando | Milagre                    | Mateus 9:20–22  | Marcos 5:24–34  | Lucas 8:43–48                   |                               |
| 60     | Os dois cegos da Galileia | Milagre                    | Mateus 9:27–31  |                 |                                 |                               |
| 61     | Exorcizando um mudo | Milagre                    | Mateus 9:32–34  |                 |                                 |                               |
| 62     | Convocando os Doze | Ministério                 | Mateus 10:2–4   | Marcos 3:13–19  | Lucas 6:12–16                   |                               |
| 63     | Não vim trazer paz, mas espada | Ministério                 | Mateus 10:34–36 |                 |                                 |                               |
| 64     | Mensageiros de João Batista | Ministério                 | Mateus 11:2–6   |                 | Lucas 7:18–23                   |                               |
| 65     | O paralítico em Betesda | Milagre                    |                 |                 |                                 | João 5:1–18                   |
| 66     | Senhor do sábado | Ministério                 | Mateus 12:1–8   |                 |                                 |                               |
| 67     | O homem com a mão atrofiada | Milagre                    | Mateus 12:9–13  | Marcos 3:1–6    | Lucas 6:6–11                    |                               |
| 68     | Pai Nosso | Ministério                 | Mateus 6:9–13   |                 | Lucas 11:2–4                    |                               |
| 69     | Exorcizando o cego e mudo | Milagre                    | Mateus 12:22–28 | Marcos 3:20–30  | Lucas 11:14–23                  |                               |
| 70     | O Homem Valente | Parábola                   | Mateus 12:29–29 | Marcos 3:27–27  | Lucas 11:21–22                  |                               |
| 71     | Pecado imperdoável | Ministério                 | Mateus 12:30–32 | Marcos 3:28–29  | Lucas 12:8–10                   |                               |
| 72     | Verdadeiros parentes de Jesus | Ministério                 | Mateus 12:46–50 | Marcos 3:31–35  | Lucas 8:19–21                   |                               |
| 73     | Parábola do Semeador | Parábola                   | Mateus 13:3–9   | Marcos 4:3–9    | Lucas 8:5–8                     |                               |
| 74     | Os Lírios do Campo | Ministério                 |                 |                 | Lucas 12:22–34                  |                               |
| 75     | O Joio e o Trigo | Parábola                   | Mateus 13:24–30 |                 |                                 |                               |
| 76     | A Figueira Estéril | Parábola                   |                 |                 | Lucas 13:6–9                    |                               |
| 77     | A mulher enferma | Milagre                    |                 |                 | Lucas 13:10–17                  |                               |
| 78     | O Grão de Mostarda | Parábola                   | Mateus 13:31–32 | Marcos 4:30–32  | Lucas 13:18–19                  |                               |
| 79     | O Fermento | Parábola                   | Mateus 13:33–33 |                 | Lucas 13:20–21                  |                               |
| 80     | Pérola de grande valor | Parábola                   | Mateus 13:44–46 |                 |                                 |                               |
| 81     | A Rede | Parábola                   | Mateus 13:47–50 |                 |                                 |                               |
| 82     | O Tesouro Escondido | Parábola                   | Mateus 13:52–52 |                 |                                 |                               |
| 83     | Rejeição de Jesus | Ministério                 | Mateus 13:54–58 |                 |                                 |                               |
| 84     | Decapitação de João Batista | Ministério                 | Mateus 14:6–12  | Marcos 6:21–29  |                                 |                               |
| 85     | Alimentando os 5.000 | Milagre                    | Mateus 14:13–21 | Marcos 6:31–34  | Lucas 9:10–17                   | João 6:5–15                   |
| 86     | Andando sobre as águas | Milagre                    | Mateus 14:22–33 | Marcos 6:45–52  |                                 | João 6:16–21                  |
| 87     | Curando em Genesaré | Milagre                    | Mateus 14:34–36 | Marcos 6:53–56  |                                 |                               |
| 88     | Discurso sobre a contaminação | Sermão                     | Mateus 15:1–11  | Marcos 7:1–23   |                                 |                               |
| 89     | Exorcizando a filha da canaanita                                                                                                  | Milagre                    | Mateus 15:21–28 | Marcos 7:24–30  |                                 |                               |
| 90     | Curando o surdo-mudo da Decápolis                                                                                                 | Milagre                    |                 | Marcos 7:31–37  |                                 |                               |
| 91     | Alimentando os 4.000 | Milagre                    | Mateus 15:32–39 | Marcos 8:1–9    |                                 |                               |
| 92     | Curando o cego de Betsaida | Milagre                    |                 | Marcos 8:22–26  |                                 |                               |
| 93     | Confissão de Pedro | Ministério                 | Mateus 16:13–20 | Marcos 8:27–30  | Lucas 9:18–21                   |                               |
| 94     | Transfiguração de Jesus | Milagre                    | Mateus 17:1–13  | Marcos 9:2–13   | Lucas 9:28–36                   |                               |
| 95     | Exorcizando o garoto | Milagre                    | Mateus 17:14–21 | Marcos 9:14–29  | Lucas 9:37–49                   |                               |
| 96     | Moeda na boca do peixe | Milagre                    | Mateus 17:24–27 |                 |                                 |                               |
| 97     | Pão da Vida | Sermão                     |                 |                 |                                 | João 6:22–59                  |
| 98     | Venham a mim as criancinhas | Ministério                 | Mateus 18:1–6   | Marcos 9:33–37  | Lucas 9:46–48                   |                               |
| 99     | Curando o homem com hidropisia | Milagre                    |                 |                 | Lucas 14:1–6                    |                               |
| 100    | Contando o Custo | Parábola                   |                 |                 | Lucas 14:28–33                  |                               |
| 101    | A Ovelha Perdida | Parábola                   | Mateus 18:10–14 |                 | Lucas 15:4–6                    |                               |
| 102    | Credor Incompassivo | Parábola                   | Mateus 18:23–35 |                 |                                 |                               |
| 103    | A Moeda Perdida | Parábola                   |                 |                 | Lucas 15:8–9                    |                               |
| 104    | O Filho Pródigo | Parábola                   |                 |                 | Lucas 15:11–32                  |                               |
| 105    | O Mordomo Infiel | Parábola                   |                 |                 | Lucas 16:1–13                   |                               |
| 106    | Lázaro e o rico | Parábola                   |                 |                 | Lucas 16:19–31                  |                               |
| 107    | O Servo Inútil | Parábola                   |                 |                 | Lucas 17:7–10                   |                               |
| 108    | Os dez leprosos | Milagre                    |                 |                 | Lucas 17:11–19                  |                               |
| 109    | Parábola do Juiz Iníquo | Parábola                   |                 |                 | Lucas 18:1–9                    |                               |
| 110    | O Fariseu e o Publicano | Parábola                   |                 |                 | Lucas 18:10–14                  |                               |
| 111    | Venham a mim as criancinhas | Ministério                 | Mateus 19:13–14 | Marcos 10:13–16 | Lucas 18:15–16                  |                               |
| 112    | Jesus e o jovem rico | Ministério                 | Mateus 19:16–30 | Marcos 10:17–31 | Lucas 18:18–30                  |                               |
| 113    | Perícopa da Adúltera | Ministério                 |                 |                 |                                 | João 8:2–11                   |
| 114    | Os Trabalhadores na Vinha | Parábola                   | Mateus 20:1–16  |                 |                                 |                               |
| 115    | Jesus profetiza sua morte | Ministério                 | Mateus 20:17–19 | Marcos 10:32–34 | Lucas 18:31–34                  |                               |
| 116    | O cego de nascença | Milagre                    |                 |                 |                                 | João 9:1–12                   |
| 117    | Filho do homem veio para servir                                                                                                   | Ministério                 | Mateus 20:20–28 | Marcos 10:35–45 |                                 |                               |
| 118    | O bom pastor | Ministério                 |                 |                 |                                 | João 10:1–21                  |
| 119    | O cego perto de Jericó | Milagre                    | Mateus 20:29–34 | Marcos 10:46–52 | Lucas 18:35–43                  |                               |
| 120    | Ressurreição de Lázaro | Milagre                    |                 |                 |                                 | João 11:1–44                  |
| 121    | Jesus e Zaqueu | Ministério                 |                 |                 | Lucas 19:1–10                   |                               |
| 122    | Entrada triunfal em Jerusalém Domingo de Ramos                                                                                    | Ministério                 | Mateus 21:1–11  | Marcos 11:1–11  | Lucas 19:29–44                  | João 12:12–19                 |
| 123    | Segunda limpeza do Templo | Ministério                 | Mateus 21:12–13 | Marcos 11:15–18 | Lucas 19:45–48                  |                               |
| 124    | Amaldiçoando a figueira | Milagre                    | Mateus 21:18–22 | Marcos 11:12–14 |                                 |                               |
| 125    | Autoridade de Jesus questionada                                                                                                   | Ministério                 | Mateus 21:23–27 | Marcos 11:27–33 | Lucas 20:1–8                    |                               |
| 126    | Os Dois Filhos | Parábola                   | Mateus 21:28–32 |                 |                                 |                               |
| 127    | Lavradores Maus | Parábola                   | Mateus 21:33–41 | Marcos 12:1–9   | Lucas 20:9–16                   |                               |
| 128    | O Banquete de Casamento | Parábola                   | Mateus 22:1–14  |                 | Lucas 14:16–24                  |                               |
| 129    | A César o que é de César... | Ministério                 | Mateus 22:15–22 | Marcos 12:13–17 | Lucas 20:20–26                  |                               |
| 130    | Críticas aos fariseus | Ministério                 | Mateus 23:1–39  | Marcos 12:35–37 | Lucas 11:37–54 / Lucas 20:45–47 |                               |
| 131    | O Tostão da Viúva | Sermão                     |                 | Marcos 12:41–44 | Lucas 21:1–4                    |                               |
| 132    | Discurso do Monte das Oliveiras                                                                                                   | Ministério                 | Mateus 24:1–31  | Marcos 13:1–27  | Lucas 21:5–36                   |                               |
| 133    | A Figueira | Parábola                   | Mateus 24:32–35 | Marcos 13:28–31 | Lucas 21:29–33                  |                               |
| 134    | O Servo Fiel | Parábola                   | Mateus 24:42–51 | Marcos 13:34–37 | Lucas 12:35–48                  |                               |
| 135    | As Dez Virgens | Parábola                   | Mateus 25:1–13  |                 |                                 |                               |
| 136    | Parábola dos Talentos | Parábola                   | Mateus 25:14–30 |                 | Lucas 19:11–27                  |                               |
| 137    | Ovelhas e Bodes | Parábola                   | Mateus 25:31–46 |                 |                                 |                               |
| 138    | Unção de Jesus | Ministério                 | Mateus 26:1–13  | Marcos 14:3–9   |                                 | João 12:2–8                   |
| 139    | Barganha de Judas | Miscelânea                 | Mateus 26:14–16 | Marcos 14:10–11 | Lucas 22:1–6                    |                               |
| 140    | O Grão de Trigo | Ministério                 |                 |                 |                                 | João 12:24–26                 |
| 141    | Última Ceia Prevendo sua traição Instituição da Eucaristia Prevendo a Negação de Pedro Lava-pés Discurso de Adeus Novo Mandamento | Ministério                 | Mateus 26:26–29 | Marcos 14:18–21 | Lucas 22:17–20                  | João 13:1–31                  |
| 142    | Prometendo o Paráclito | Ministério                 |                 |                 |                                 | João 16:5–15                  |
| 143    | Getsêmani Agonia no Getsêmani | Miscelânea                 | Mateus 26:36–46 | Marcos 14:32–42 | Lucas 22:39–46                  | João 18:1                     |
| 144    | Beijo de Judas | Paixão                     | Mateus 26:47–49 | Marcos 14:43–45 | Lucas 22:47–48                  | João 18:2–9                   |
| 145    | A orelha do servo | Milagre                    |                 |                 | Lucas 22:49–51                  |                               |
| 146    | Prisão de Jesus Viva pela espada, morra pela espada                                                                               | Paixão                     | Mateus 26:50–56 | Marcos 14:46–49 | Lucas 22:52–54                  | João 18:10–12                 |
| 147    | Julgamento de Jesus no Sinédrio                                                                                                   | Paixão                     | Mateus 26:57–68 | Marcos 14:53–65 | Lucas 22:63–71                  | João 18:19–24                 |
| 148    | Negação e Arrependimento de Pedro                                                                                                 | Paixão                     | Mateus 26:69–75 | Marcos 14:66–72 | Lucas 22:55–62                  | João 18:15–18 e João 18:25–27 |
| 149    | Corte de Pilatos Corte de Herodes Coroação de espinhos Zombaria com Jesus                                                         | Paixão                     | Mateus 27:11–23 | Marcos 15:1–19  | Lucas 23:1–25                   | João 18:28–40 e João 19:1–15  |
| 150    | Maldição do Sangue Pilatos lavando as mãos                                                                                        | Paixão                     | Mateus 27:24–25 |                 |                                 |                               |
| 151    | Carregando a cruz Via Crucis | Paixão                     | Mateus 27:27–33 | Marcos 15:20–22 | Lucas 23:26–32                  | João 19:16–17                 |
| 152    | Crucificação de Jesus Stabat Mater Deposicão da cruz Lamentação de Cristo (Pietá) Sepultamento de Jesus                           | Paixão                     | Mateus 27:27–61 | Marcos 15:1–47  | Lucas 23:25–54                  | João 19:1–38                  |
| 153    | Três Marias | Aparições pós-ressurreição | Mateus 28:1–1   | Marcos 16:1–1   | Lucas 24:1–1                    |                               |
| 154    | Túmulo vazio Descida aos infernos                                                                                                 | Aparições pós-ressurreição | Mateus 28:2–8   | Marcos 16:2–8   | Lucas 24:2–12                   | João 20:1–13                  |
| 155    | Ressurreição de Jesus | Aparições pós-ressurreição | Mateus 28:9–10  |                 | Lucas 24:1–8                    | João 20:14–16                 |
| 156    | Noli me tangere | Aparições pós-ressurreição |                 |                 |                                 | João 20:17–17                 |
| 157    | Discípulos de Emaús | Aparições pós-ressurreição |                 | Marcos 16:12–13 | Lucas 24:13–32                  |                               |
| 158    | Jesus ressuscitado aparece aos Apóstolos                                                                                          | Aparições pós-ressurreição |                 |                 | Lucas 24:36–43                  | João 20:19–20                 |
| 159    | Grande Comissão | Aparições pós-ressurreição | Mateus 28:16–20 | Marcos 16:14–18 | Lucas 24:44–49                  | João 20:21–23                 |
| 160    | Dúvida de Tomé | Aparições pós-ressurreição |                 |                 |                                 | João 20:24–29                 |
| 161    | Pesca dos 153 peixes | Milagre                    |                 |                 |                                 | João 21:1–24                  |
| 162    | Ascensão de Jesus | Aparições pós-ressurreição |                 | Marcos 16:19–20 | Lucas 24:50–53                  |                               |